# Violenza

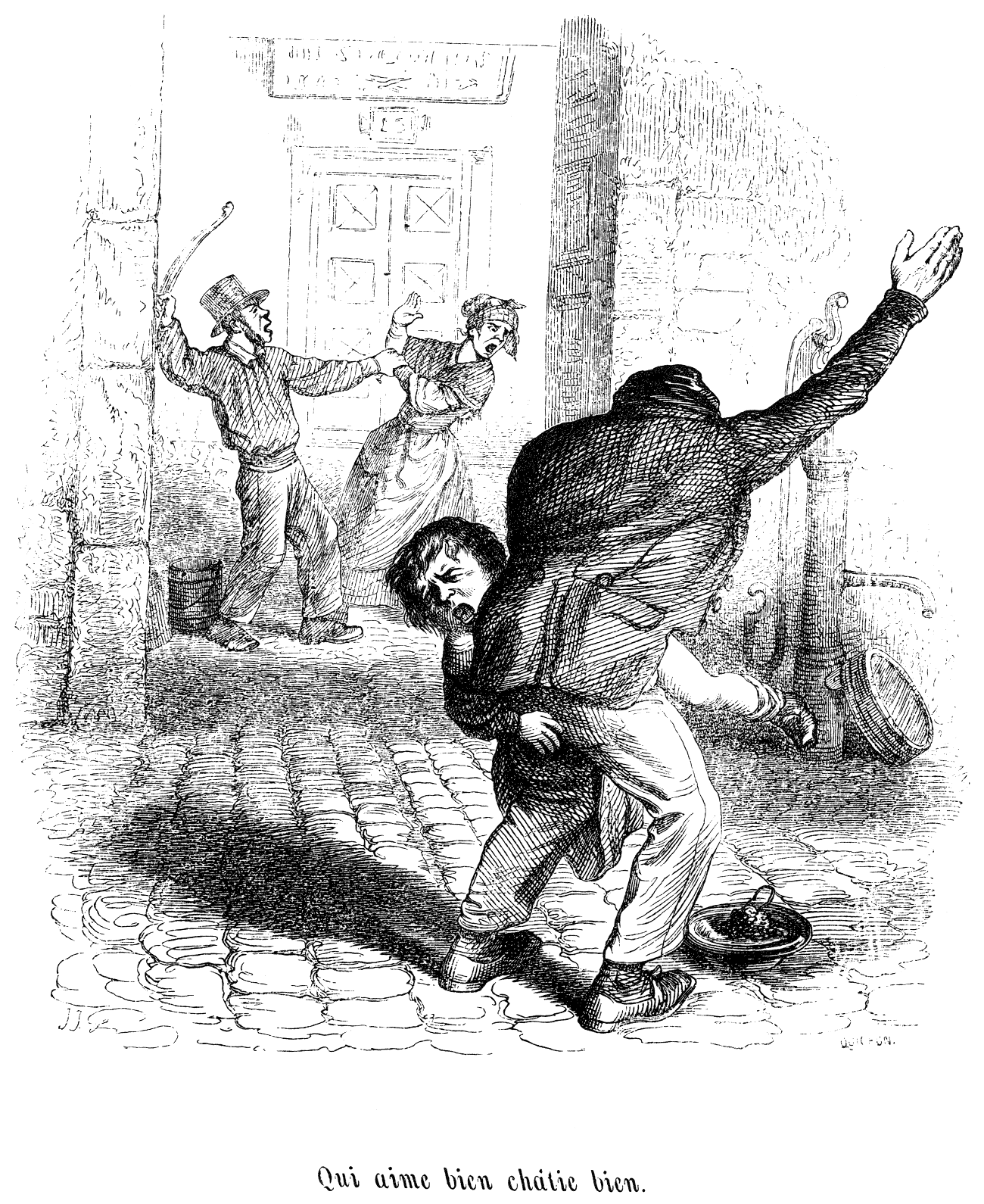
Atti di violenza in un'illustrazione di Jean-Ignace-Isidore Gérard, 1845.

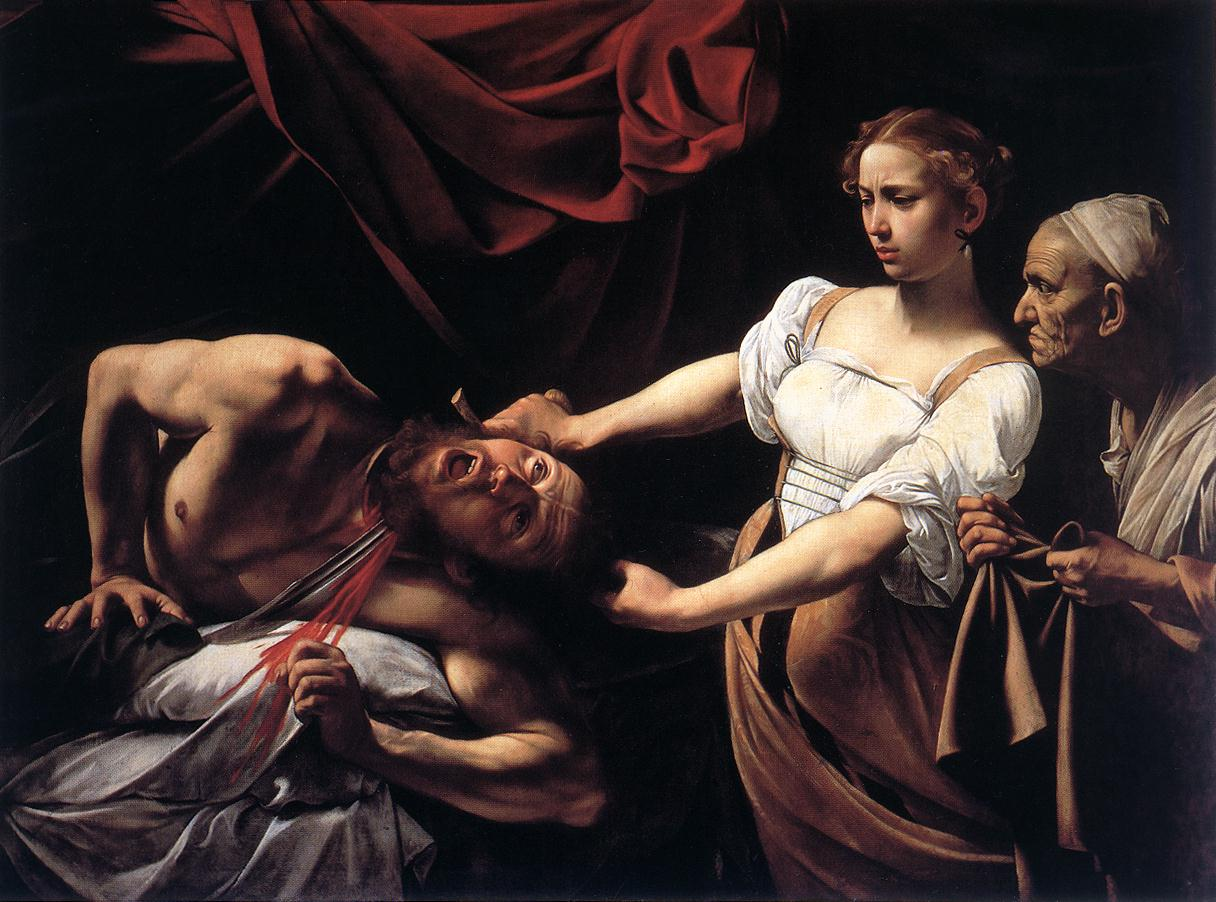
La decapitazione di Oloferne in un dipinto di Caravaggio

La violenza è l'uso intenzionale della forza fisica, delle armi, delle provocazioni o del potere per dominare, costringere, danneggiare o uccidere, comportando sofferenza o persino la distruzione di elementi ambientali o di beni materiali. Sebbene si parli anche di disastri naturali, di solito si tratta di un'azione deliberata da parte di uno o più animali o esseri umani, con o senza armi.
Si intende per atti di aggressione e abuso che causano e intendono causare lesioni o danni a persone, animali e proprietà. È un tipo di interazione presente nel regno animale, attraverso la quale un individuo o un gruppo provoca intenzionalmente un danno o impone una situazione a un altro o ad altri individui. È un atto volontario, etimologicamente "che vìola", che oltrepassa il limite della volontà altrui. Tutto ciò che è incitato in modo dannoso o offensivo può essere descritto come violenza.
La violenza tra gli esseri umani è un'azione compiuta mediante l'abuso della forza di una o più persone che provoca dolore ad altri individui, anche indirettamente, danneggiando. L'abuso della forza può essere non solo fisico (con o senza armi), ma anche espressione di violenza solo verbale, o psicologica (ricatti, intimidazioni, minacce).
Può prodursi attraverso le azioni e il linguaggio, ma anche attraverso il silenzio e l'inazione, ed è valutata negativamente dall'etica, dalla morale e dal diritto, anche nei casi in cui può essere considerata legittima. La violenza può essere offensiva o difensiva, abilitando in quest'ultimo caso figure di giustificazione etica della violenza, come la legittima difesa e il diritto a resistere all'oppressione.

## Scopi e finalità

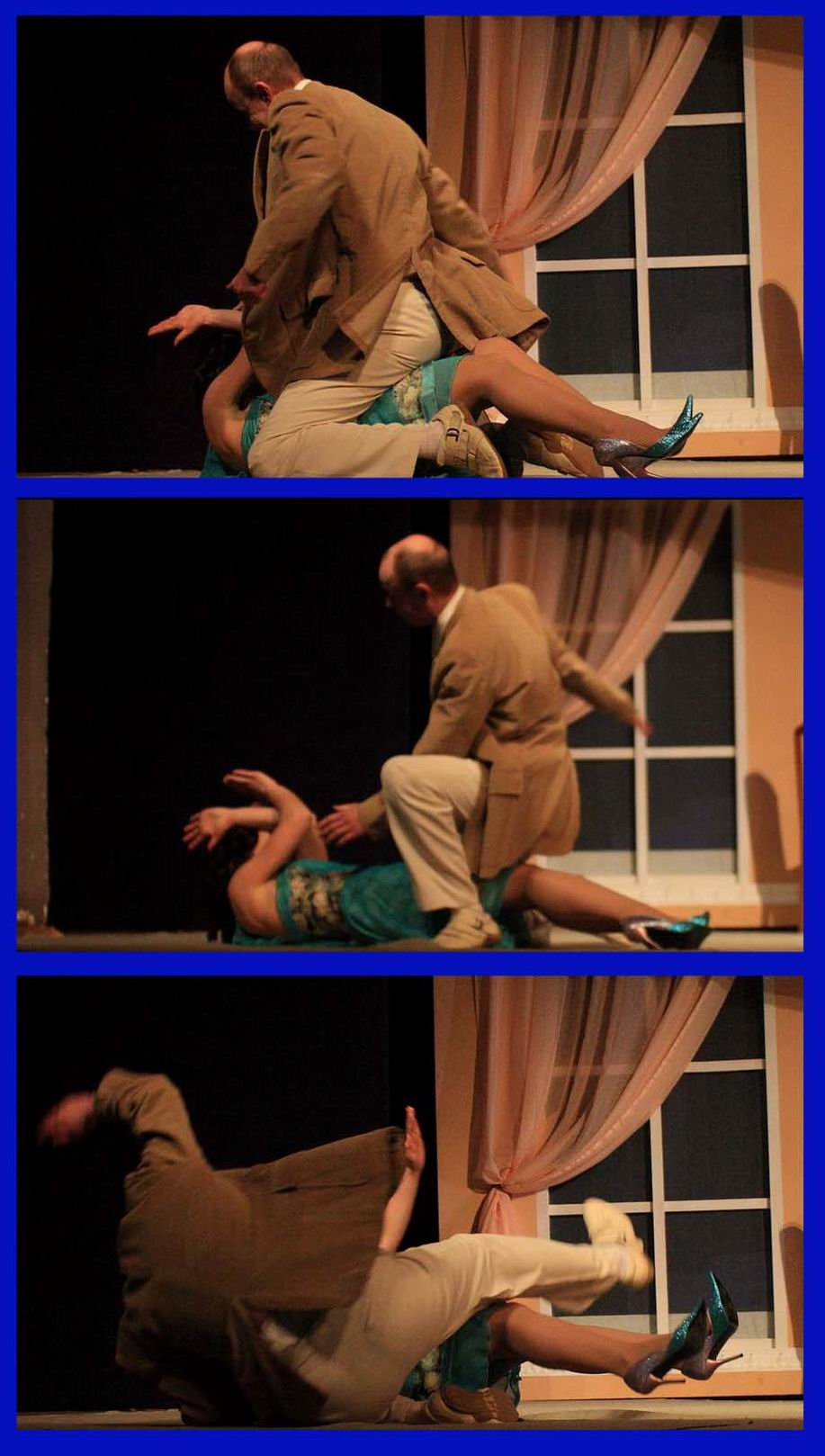
Scene di un'aggressione subìta da una donna, da parte di un uomo

Col termine violenza si indica comunemente l'azione fisica o psichica esercitata da una persona su un'altra, o su un animale.
La violenza, quindi, non necessariamente implica un danno fisico. Essa può anche avere lo scopo di indurre a un certo comportamento. Alcuni esempi di violenza non fisica:
- la minaccia;
- il plagio;
- l'imposizione d'autorità contro la volontà del soggetto.

La vasta tipologia di azioni del tipo sopra indicato si esprime in un'attività chiamata coercizione o coartazione, in termini immediati, a lunga scadenza, subdolamente, con secondi fini. In tutti questi casi la violenza ha lo scopo di indurre nell'altro comportamenti che altrimenti non avrebbe, al fine di danneggiarlo.
In alcuni ambiti specialistici sono date definizioni particolari della violenza che focalizzano unicamente sulla loro forma fisica, come la definizione di violenza dell'Organizzazione mondiale della sanità: "l'uso intenzionale della forza fisica o del potere, minacciato o effettivo, contro sé stessi, un'altra persona, un gruppo o una comunità, che si traduce o ha un'alta probabilità di provocare lesioni, morte, danni psicologici, cattivo sviluppo o privazione"

## Discipline che studiano e analizzano il fenomeno
Le discipline accademiche che si occupano del fenomeno della violenza sono la psicologia, la sociologia, la scienza politica e la giurisprudenza. L'approccio al fenomeno varia a seconda della disciplina.
Oggi, oltre alle discipline che classicamente si occupano del fenomeno della violenza, esiste una "giovane" scienza applicata, la polemologia, che si occupa delle varie forme, spiegazioni e approcci della violenza, cercando di adoperare un ecletticismo scientifico.

### Approccio sociologico
La sociologia attuale analizza varie forme di violenza: la violenza diretta che colpisce in modo diretto, la violenza strutturale che colpisce indirettamente e la violenza culturale che le giustifica.
Uno dei più illustri ricercatori sulle cause della violenza e delle azioni per evitarla è Johan Galtung; secondo il suo metodo Transcend la trasformazione dei conflitti con mezzi pacifici, può avvenire prendendo consapevolezza delle varie forme di violenza in atto e attraverso un dialogo mediato da persone competenti, andare alla ricerca di soluzioni alternative tra tutti i soggetti coinvolti.
La violenza culturale implica violenza simbolica in una cultura che promuove nei propri simboli la violenza diretta.

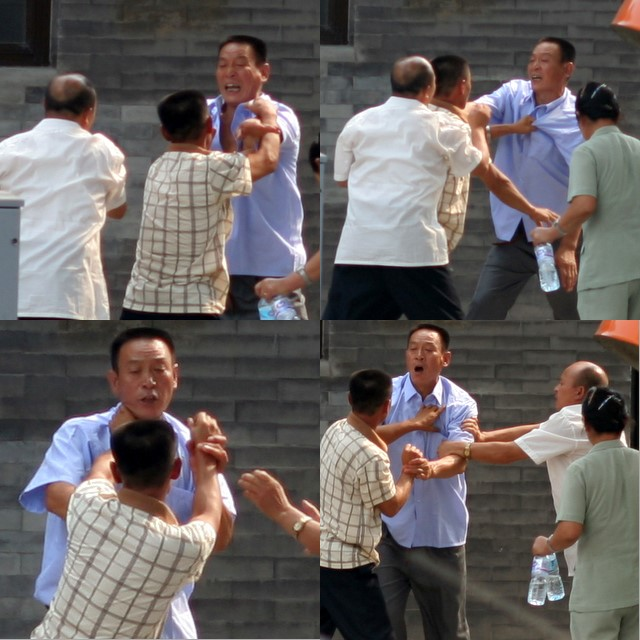
Rissa tra più uomini

### Approccio politologico
Dal punto di vista politologico viene identificato il monopolio della violenza come potestà esclusiva dell'autorità statale: la sua legittimità trasforma la violenza in monopolio della forza e la sua perdita connota progressivamente lo Stato fallito.
L'unica eccezione è la legittima difesa, che però va valutata e riconosciuta analizzando l'atto caso per caso, in sistemi dove esiste la separazione dei poteri, tipicamente in un tribunale o per lo meno in una sede del potere esecutivo.
Contrapposto a ciò vi è lo stato di natura, in cui la violenza non è prerogativa di un singolo attore, ma di tutti coloro che rivendicano il diritto di "passare all'azione" per conseguire i loro obiettivi. Pertanto lo Stato moderno può essere percepito come razionalizzazione degli istinti e della violenza all'interno della società.

## Violenza imitativa
La violenza oltre agli effetti diretti può avere effetti secondari altrettanto importanti prodotti da meccanismi psicologici cosiddetti di violenza imitativa o mimetica, in seguito alla visione di scene estremamente violente anche non reali ma solo rappresentate nei media. Esistono numerosi studi scientifici che hanno indagato queste relazioni che seppur significative per la tendenza imitativa, non possono dimostrare una relazione di causa-effetto nei casi singolari specifici in quanto questi sono suscettibili di fattori complessi. Statisticamente «l'"ampiezza dell'effetto" relativa a violenza mediatica e aggressività eccede di gran lunga quella osservata nei casi del rapporto tra fumo e tumore ai polmoni, o tra assunzione di calcio e massa ossea, o esposizione all'amianto e tumore.» È stato studiato come l'effetto imitativo possa manifestarsi anche dopo molti anni in seguito all'esposizione, in particolare nei bambini.